# 雷诺陨击坑
雷诺陨击坑(Reynolds)是火星南海区的一座撞击坑，位于塞壬高地最南端，其中心坐标为南纬75.1、西经157.9度，直径91公里（65英里），它的名称取自英国物理学家奥斯鲍恩·雷诺（1842年-1912年），1973年被国际天文学联合会行星系统命名工作组批准接受。

## 表面特徵

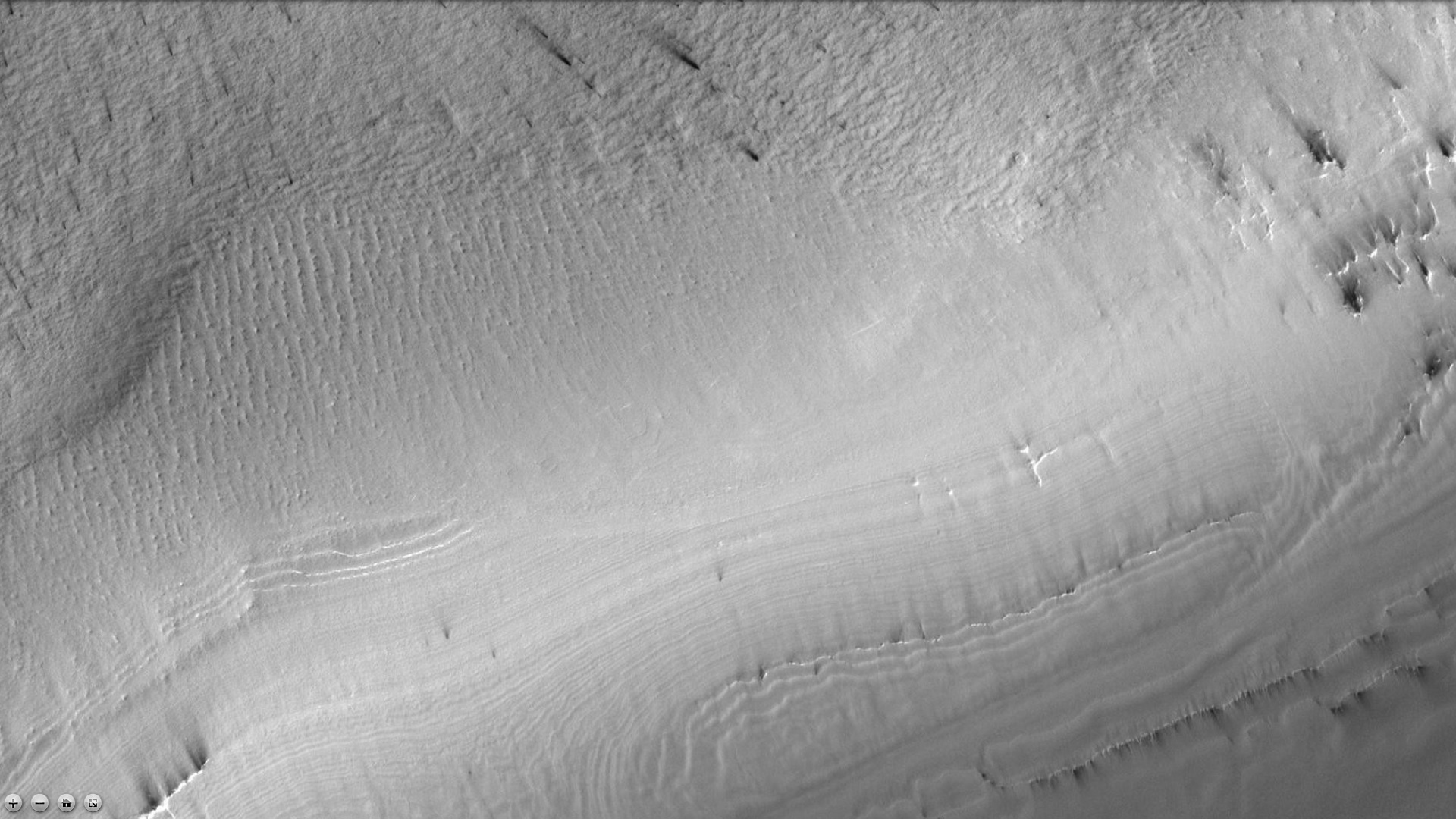
火星勘测轨道飞行器背景相机显示的雷诺陨击坑内融霜的痕迹，也可看到岩层。注：这是上一幅雷诺陨击坑照片的放大版。条纹是由膨胀的二氧化碳气体吹除尘埃所造成。

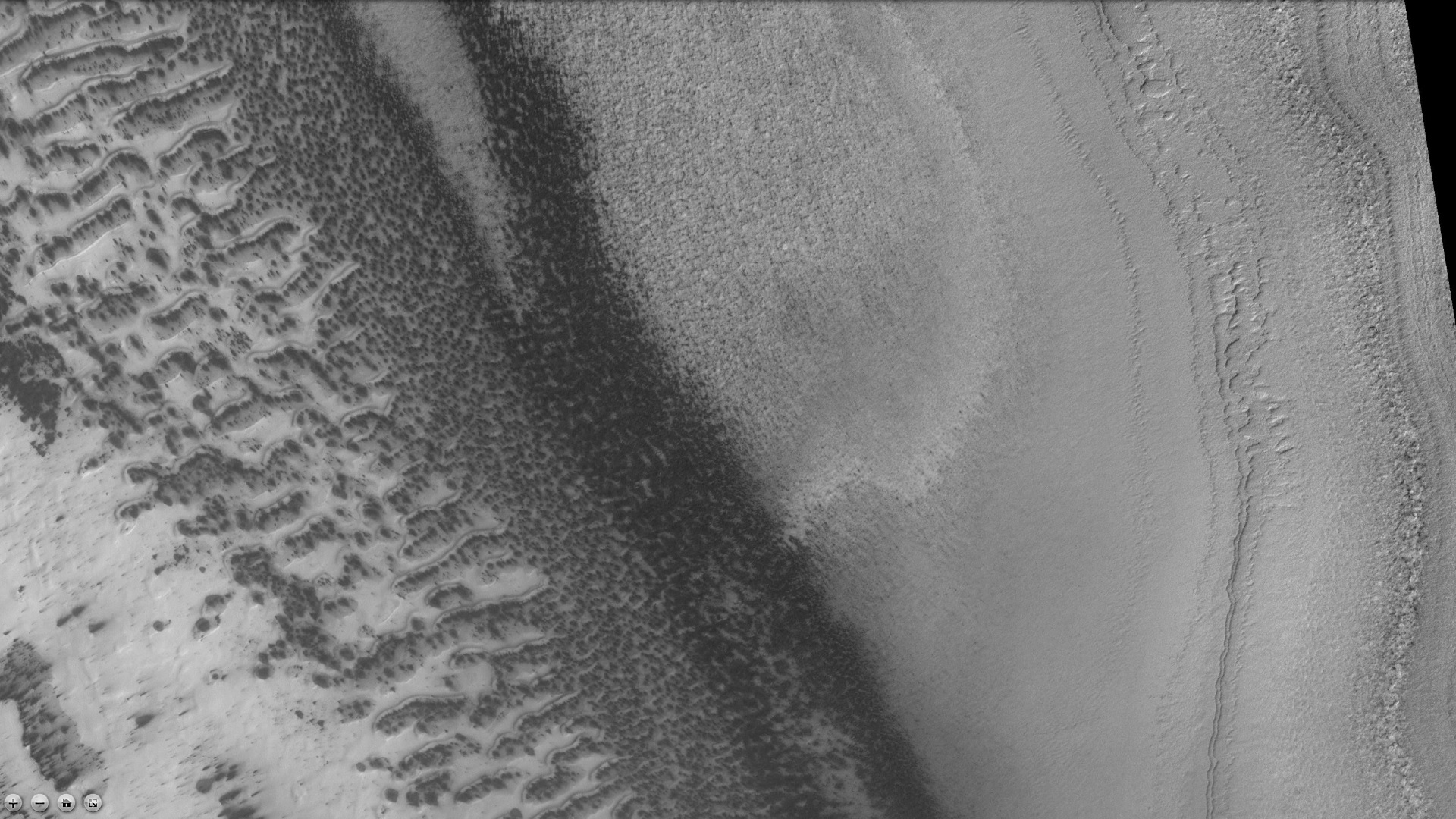
火星勘测轨道飞行器背景相机拍摄的雷诺陨击坑，显示解冻后的岩层和黑斑。该区域被霜冻覆盖，当它们融化消失后，下面深色的地面就会暴露出来，也可看到岩层。注：这是上面雷诺陨击坑图像的放大版。

在冬季，会积聚大量的霜冻，它们直接冻结在永久极冠的表面，形成一层层由尘埃和沙粒覆盖的的水冰层。这种沉积层最初是一层含尘埃的二氧化碳霜，在冬季会重新结晶并变得更致密。裹挟在霜冻的尘埃和沙粒慢慢下沉。到春季气温上升时，霜冻层已变成一层约3英尺厚的半透明冰，覆盖在深色沙尘底下。这种深色物质吸收光线并导致水冰升华（直接变成气体），最终大量气体积聚，压力膨胀。当找到一处薄弱点时，气体就会逸出并吹出尘埃。速度可达到每小时160公里（100英里）。有时可以看到被称为“蜘蛛”的深色通道，当这一过程发生时，表面似乎覆盖着黑点，这些特征可在下面一些图片中看到。

## 另请查看
- 火星撞击坑

## 推荐阅读
- Grotzinger, J. and R. Milliken (eds.).  2012.  Sedimentary Geology of Mars.  SEPM.